# 四日之日
四日之日（琉球語：／ ）是琉球群島（日本鹿兒島縣奄美群島和沖繩縣）的端午節，在陰曆五月初四慶祝。是琉球人感謝海神和農神，祈求神靈在未來繼續福佑的節日。
四日之日源於南京的龍舟賽，在明朝初年由琉球使節帶回，再由絲滿的漁民帶到琉球群島各地，漁民先前往御岳、佛寺和海邊祭祀，祈求神佛保佑無病息災、航海安全，然後舉行龍舟賽。儘管絲滿和玉城也以舉辦大型龍舟賽而聞名，但目前那霸是最大的龍舟賽的舉辦地。在宮古群島和八重山群島的一些地方，龍舟賽在農曆六月的豐收節或七夕節舉行，在奄美群島則通常在八月舉行。節日期間琉球人會在家裡張貼矢数作辟邪之用，有女兒的家庭則會擺放紙雛箱。